# 海老澤一男
海老澤一男（日語：海老沢 一男，1953年—），日本資深男性動畫美術指導。動畫公司ufotable所屬。ufotable美術部主任。

## 生平
海老澤一男自日本動畫誕生開始，就一直從事背景美術的工作，並在該行業擁有超過50年的經驗。截至2019年，他是日本動畫界服務時間最長的背景美術師之一。
近年來，由於數位上色已經成為動畫背景美術的主流，但是海老澤至今仍然使用紙筆、及海報塗料著手為海報的背景上色。
其出道作是1969年播放電視動畫《甜蜜小天使》第1話的背景美術工作。之後不屬於任何一間公司參加東映動畫、東京電影作品的背景製作。像是電影《魯邦三世：魯邦VS複製人》內金字塔的場面、《超時空要塞：愛，還記得嗎？》內的火星、《風之谷》內的腐海、《魔女宅急便》內晚上琪琪失去魔法的場面、《AKIRA》的主線美術等許多名作作品的美術團隊他都有參加。
1980年上映電影作品《人造人009 超銀河川說》中第一次擔任美術指導，從那時起，他一直擔任電影作品和OVA作品的美術指導。但是，海老澤的性格本身不想擔任美術指導，因此自1997年OVA作品《爆笑吸血鬼》以來，他就離開了電影作品和OVA作品的美術指導的位置，並一直活躍作為自由身的背景畫師。直到2008年電影《劇場版 空之境界 第四章 伽藍之洞》睽違11年重新擔任美術指導開始。一直參加ufotable作品的美術指導工作。另外，《劇場版 空之境界 第四章 伽藍之洞》的手繪背景幾乎都由他一個人所完成。而作為美術指導參加的作品大部分是電影作品和OVA作品，但在2018年，即65歲的那年，以網絡動畫《衛宮家今天的餐桌風景》第一次擔任動畫系列的美術指導。
關於海老澤加入動畫公司Ufotable的第一份工作，是綜藝節目《歌番》的叮噹聲中播出的「歌番君」的美術指導工作。從此以後，他以ufotable作品的背景美術工作為主。
目前在ufotable一面擔任美術部主任以指導後進新人、一面負責決鬥場面的背景工作。作為對新人進行指導的一環，在加入公司一段時間之後的美術部門工作人員須像海老澤一樣，只能從事手繪彩色海報背景的繪畫工作。其目的是為提高美術人員的繪畫能力。由於這個原因，許多可手繪主要承包商的背景都是用手繪完成。

## 作品列表

### 美術執導作品

#### 電影動畫
- 人造人009 超銀河傳說（1980年）
- 怪博士與機器娃娃：吼唷唷！世界一周大賽車（日语：Dr.スランプ アラレちゃん ほよよ!世界一周大レース）（1983年）
- 劇場版 空之境界 第四章 伽藍之洞（2008年）
- 劇場版 空之境界 未來福音（2013年）[注 1]
- 劇場版 空之境界 未來福音 extra chorus（2013年）

#### 網路動畫
- 衛宮家今天的餐桌風景（2018年）

#### OVA
- 惡魔人 妖鳥死麗濡篇（1990年））[注 2]
- 白鳥麗子是也！（日语：白鳥麗子でございます!） 只有二人的LOVE LOVE SHOW（1990年）
- GUY SECOND TARGET 黃金女神篇（日语：ガイ -妖魔覚醒-#ガイ SECOND TARGET 黄金の女神編）（1992年）
- 魔天戰神 ～After War～（1995年）
- 爆笑吸血鬼（1997年）
- 美食獵人TORIKO JSAT2009版（2009年）
- 魚（2011年）[注 3]
- 實乃里Scramble！（2011年）

#### 遊戲動畫
- 魯邦三世 卡里奧斯特羅城 -再會-（日语：ルパン三世 カリオストロの城 -再会-）（1997年）
- Fate/stay night [Réalta Nua] PS Vita版（2012年）

#### 其它
- 歌番（2000年，美術指導）

### 參加作品

#### 電視動畫
- 甜蜜小天使 (1969年版)（1969年—1970年，背景）
- 海底小遊俠（1969年—1970年，背景）
- 原始少年隆（日语：原始少年リュウ）（1971年—1972年，背景）
- 金剛戰神（1976年，背景）
- 好小子（日语：おれは鉄兵）（1977年，背景）
- 太空西遊記（1978年—1979年，美術）
- 銀河鐵道999（1978年—1981年，美術）
- 尚·萬強物語（日语：ジャン・バルジャン物語）（1979年，背景）
- 大恐龍時代（日语：大恐竜時代）（1979年，背景）
- 恐怖傳說 怪奇！另一個普羅米修斯（日语：恐怖伝説 怪奇!フランケンシュタイン）（1981年，美術）
- 少年宮本武藏腕白二刀流（日语：少年宮本武蔵 わんぱく二刀流）（1982年，背景）
- 我們的青春阿爾卡迪亞 無限軌道SSX（日语：わが青春のアルカディア 無限軌道SSX）（1982年—1983年，美術）
- 光速電神阿爾貝加斯（1983年，美術）
- 怪貓豬油糕（日语：オヨネコぶーにゃん）（1984年，美術）
- 金肉人 決戰!! 7位超人VS宇宙野武士（1984年，背景）
- 鬼太郎 (第3作)（1985年，美術）
- 銀牙 -流星 銀-（1986年，美術）
- 變形金剛：頭領戰士（1987年，背景美術）
- 魯邦三世：海明威手稿之謎（日语：ルパン三世 ヘミングウェイ・ペーパーの謎）（1990年，背景美術）
- 新白雪姬傳說（2001年，背景美術）
- 阿萊蒂公主（日语：アリーテ姫）（2001年，美術）
- 美咲Chronic ～Divergence EVE～（2004年，美術）
- 火鳥（2004年，背景美術）
- 雙戀 Alternative（2005年，背景美術）
- 怪醫黑傑克21（2006年，背景美術）
- 太陽默示錄（日语：太陽の黙示録）（2006年，背景美術）
- 校園烏托邦 學美向前衝！（2007年，背景美術）
- 羅密歐×茱麗葉（2007年，背景美術）
- 意外（2007年，背景美術）
- 艾莉森與莉莉亞（2008年，背景美術）
- Fate/Zero（2011年—2012年，背景美術）
- Fate/stay night [Unlimited Blade Works]（2014年—2015年，背景美術）
- 熱情傳奇 ～導師的黎明～（2014年，背景美術）
- 噬神者（2015年，背景美術）
- 熱情傳奇 The X（2016年—2017年，背景美術）
- 活擊 刀劍亂舞（2017年，背景美術）
- 鬼滅之刃（2019年，背景美術）

#### 電影動畫
- 海底3萬里（日语：海底3万マイル）（1970年，背景）
- 動物寶島（日语：どうぶつ宝島）（1971年，背景）
- 安徒生童話 人魚公主（1975年，背景）
- 劇場版 金剛戰神對金剛大魔神（日语：UFOロボ グレンダイザー対グレートマジンガー）（1976年，背景）
- 長靴貓環遊世界八十天（1976年）
- 世界名作童話 白鳥王子（日语：世界名作童話 白鳥の王子）（1977年）
- 霹靂日光號對決昆蟲機器人軍團（1977年，背景）
- 劇場版 小甜甜（1978年，背景）
- 霹靂日光號：宇宙大海戰（1978年，美術）
- 再見了，宇宙戰艦大和號 愛的戰士們（日语：さらば宇宙戦艦ヤマト 愛の戦士たち）（1978年，背景美術）
- 魯邦三世：魯邦VS複製人（1978年，背景）
- 神龍之子太郎（1979年，背景）
- 劇場版 太空西遊記（1979年，美術）
- 世界名作童話 白鳥之湖（1981年，背景）
- 世界名作童話 阿拉丁（日语：世界名作童話 アラジンと魔法のランプ）（1982年，美術補佐）
- 劇場版 我們的青春阿爾卡迪亞（日语：わが青春のアルカディア）（1982年，美術補佐）
- FUTURE WAR 198X年（日语：FUTURE WAR 198X年）（1982年，背景）
- 隨風而逝的記憶（1983年，背景美術）
- 少年肯尼亞（1984年，背景）
- 超時空要塞：愛，還記得嗎？（1984年，背景）
- 風之谷（1984年，背景）
- 光子帆船星光號奧丁（日语：オーディーン 光子帆船スターライト）（1985年，背景）
- 劇場版 北斗神拳（日语：北斗の拳 (1986年の映画)）（1986年，美術補佐）
- 喀喀喀的鬼太郎 最強妖怪軍團！登陸日本!!（1986年，背景美術）
- 變形金剛大電影（1986年，背景美術）
- （1986年，背景）
- 火之鳥 鳳凰篇（1986年，背景）
- 搞怪拍檔 Project Eden（1986年，背景）
- （1986年，背景）
- （1987年，背景美術）
- AKIRA（1988年，美術）
- 魔女宅急便（1989年，背景）
- NEMO（日语：NEMO/ニモ）（1989年，背景）
- Hello Kitty的灰姑娘（1989年，背景美術）
- Hello Kitty的拇指姑娘（1990年，背景美術）
- Hello Kitty 魔法森林的公主（1991年，背景美術）
- （1991年，背景美術）
- 幽☆遊☆白書：冥界死鬥篇 炎之絆（1994年，背景美術）
- 魯邦三世：去死吧！諾斯特拉達穆斯（日语：ルパン三世 くたばれ!ノストラダムス）（1995年，背景）
- MEMORIES「她的回憶」（1995年，背景）
- 劇場版 X（1996年，背景美術）
- 怪醫黑傑克劇場版 超人類（1996年，背景）
- 超人力霸王貓 從星空降臨的不可思議貓（日语：ウルトラニャン）（1997年，背景）
- 劇場版 森林大帝（1997年，背景美術）
- 人狼 JIN-ROH（2000年，背景）
- WXIII 機動警察（2002年，美術協力）
- MIND GAME（日语：マインド・ゲーム）（2004年，背景美術）
- 麵包超人：夢貓王國的喵咪（日语：それいけ!アンパンマン 夢猫の国のニャニイ）（2004年，背景美術）
- 怪醫黑傑克：兩位神秘醫師（2005年，背景美術）
- 琴之森（2007年，背景美術）
- 異邦人 無皇刃譚（2007年，背景美術）
- 劇場版 空之境界 第五章 矛盾螺旋（2008年，背景美術）
- 劇場版 空之境界 第六章 忘却錄音（2008年，背景美術）
- 劇場版 空之境界 第七章 殺人考察（後）（2009年，背景美術）
- 新子與千年魔法（2009年，背景美術）
- 魔法少女姐妹悠悠和寧寧（2013年，背景美術）
- Fate/stay night: Heaven's Feel I. presage flower（2017年，背景美術）
- Fate/stay night：Heaven's Feel III. spring song（2020年，背景美術）

#### OVA
- 湘南爆走族II 1/5 LONELY NIGHT（1987年，背景）
- 惡魔人 誕生篇（1987年，美術）
- 火之鳥 宇宙篇（1987年，背景）
- 風與木之詩 三聖經（1987年，背景美術）
- 巴魯迪斯 緹婭的光輝（日语：バルテュス ティアの輝き）（1988年，背景美術）
- GUY -妖魔覺醒（日语：ガイ -妖魔覚醒-）（1988年，背景美術）
- 怪力少女（1989年，美術）
- 東京巴比倫（1992年，背景美術）
- 機械女神R（1995年，背景美術）
- 裝鬼兵MD蓋斯特（日语：装鬼兵MDガイスト）（1996年，美術）
- 櫻花大戰 轟華絢爛（1999年，背景美術）
- 天使禁獵區「物質界篇」（2000年，背景）
- 遙遠時空 ～紫陽花物語～（日语：遙かなる時空の中で-紫陽花ゆめ語り-）（2002年，背景美術）
- 低俗靈DAYDREAM（日语：低俗霊DAYDREAM）（2004年，背景美術）
- BLACK★ROCK SHOOTER（2009年，背景美術）
- 交響曲傳奇 THE ANIMATION 提賽亞拉篇（2010年，背景美術）

### 美術集
- 劇場版 空之境界 美術集（2014年10月10日）
- Return to AVALON -武內崇Fate ART WORKS-（2019年12月25日）－英國紀行 背景美術製作

## 腳註

## 相關項目
- 日本動畫師列表（日语：アニメ関係者一覧）
- ufotable

## 外部連結
- 海老澤一男 （页面存档备份，存于） （日語）－allcinema（日语：allcinema）
- 海老澤一男 （日語）－KINENOTE（日语：キネマ旬報映画データベース）
- 海老澤一男 （页面存档备份，存于） （日語）－電影.com（日语：映画.com）